# Hermann Matthes (Lebensmittelchemiker)
Hermann Matthes (* 30. Juni 1869 in Eisenach; † 10. März 1931 in Königsberg (Preußen)) war ein deutscher Lebensmittelchemiker und Pharmazeut.

## Leben
Hermann Matthes wurde als Sohn des Geheimen Medizinalrats Peter Matthes, Leibarzt des Großherzogs Carl Alexander von Sachsen-Weimar, geboren. Er besuchte das Realgymnasium in Eisenach. Von 1886 bis 1888 durchlief er in Ilmenau und Weimar eine pharmazeutische Lehre. Ab 1891 studierte er Pharmazie an der Universität Jena. 1893 legte er das Staatsexamen ab. Von 1895 bis 1896 studierte er bei Albert Hilger an der Universität München Lebensmittelchemie. Nach dem Nahrungsmittelchemiker-Examen kehrte er nach Jena zurück, wo er 1897 bei Ludwig Knorr mit einer Dissertation zum Thema Über Methyläthanolamin, Methyldiäthyläthanolamin und Methylmorpholin zum Dr. phil. promoviert wurde. 1899 habilitierte er sich in Jena für Pharmazie und Lebensmittelchemie. 1901 wurde er Abteilungsvorstand im Chemischen Institut der Universität Jena. 1902 wurde er zum außerordentlichen Professor ernannt und zum Vorstand des von ihm gegründeten pharmazeutischen Instituts sowie des Nahrungsmitteluntersuchungsamts berufen. Im Sommer 1918 erhielt er eine ordentliche Professur für Pharmazie an der Universität Straßburg, die er nach dem Ende des Ersten Weltkriegs abgeben musste. In der Folge war Direktor der I. Stapelfaserfabrik für Volksbekleidung AG in Arnstadt und der Stafe AG. 1920 wurde er als ordentlicher Professor für Pharmazie und Direktor des pharmazeutisch-chemischen Laboratoriums an die Albertus-Universität Königsberg berufen, wo er bis zu seinem Tod 1931 wirkte.
Matthes arbeitete über die Analytik von Arznei- und Lebensmitteln, insbesondere über die Bestandteile des Kakaos und die unverseifbaren Bestandteile der Fette, sowie die Prüfung der Stapelfaser. Er war der Autor von mehr als 100 wissenschaftlichen Publikationen. Er verfasste zahlreiche Beiträge zur 2. Auflage der von Hermann Thoms herausgegebenen Real-Enzyklopädie der Gesamten Pharmazie (1904–14) und zu dessen Handbuch der praktischen und wissenschaftlichen Pharmazie (1924–31). Er war Ehren-Alter Herr des Corps Rheno-Guestphalia Leipzig.

## Schriften
- Jahresberichte des Nahrungsmitteluntersuchungsamtes Jena, 1903–1918
- Erläuterungen zu den in das D.A.B.6 neu aufgenommenen Untersuchungsvorschriften, 1927
- 150 Jahre pharmazeutische Chemie an der Universität Königsberg, 1928